# Bernd Hollerbach
Bernd Hollerbach (ur. 8 grudnia 1969 w Würzburgu) – niemiecki piłkarz grający na pozycji lewego obrońcy, a następnie trener piłkarski. 

## Kariera klubowa
Swoją piłkarską karierę Hollerbach rozpoczął w 1976 roku w juniorach amatorskiego klubu ASV Rimpar. W 1988 roku przeszedł do Würzburger Kickers. Do końca 1990 roku grał w jego barwach w Oberlidze. W 1991 roku przeszedł do pierwszoligowego FC St. Pauli. 2 marca 1991 zadebiutował w nim w wygranym 1:0 wyjazdowym meczu z Bayernem Monachium. Na koniec sezonu 1990/1991 spadł z St. Pauli do drugiej ligi. Zawodnikiem St. Pauli był do końca sezonu 1994/1995.
Latem 1995 roku Hollerbach przeszedł do 1. FC Kaiserslautern. 11 sierpnia 1995 zaliczył w nim swój debiut w zremisowanym 1:1 wyjazdowym meczu z Borussią Dortmund. W Kaiserslautern grał przez pół roku.
Na początku 1996 roku Hollerbach został zawodnikiem Hamburger SV. Swój debiut w nim zanotował 11 lutego 1996 w zwycięskim 2:1 domowym meczu z Bayernem Monachium. W 2003 roku zdobył z HSV Puchar Ligi Niemieckiej. Po sezonie 2003/2004 zakończył karierę sportową.
| Sezon   | Klub                 | Kraj   | Rozgrywki     | Mecze | Gole |
| ------- | -------------------- | ------ | ------------- | ----- | ---- |
| 1990/91 | FC St. Pauli         | Niemcy | Bundesliga    | 15    | 1    |
| 1991/92 | FC St. Pauli         | Niemcy | 2. Bundesliga | 21    | 1    |
| 1992/93 | FC St. Pauli         | Niemcy | 2. Bundesliga | 33    | 0    |
| 1993/94 | FC St. Pauli         | Niemcy | 2. Bundesliga | 33    | 0    |
| 1994/95 | FC St. Pauli         | Niemcy | 2. Bundesliga | 32    | 4    |
| 1995/96 | 1. FC Kaiserslautern | Niemcy | Bundesliga    | 10    | 0    |
| 1995/96 | Hamburger SV         | Niemcy | Bundesliga    | 15    | 0    |
| 1996/97 | Hamburger SV         | Niemcy | Bundesliga    | 16    | 0    |
| 1997/98 | Hamburger SV         | Niemcy | Bundesliga    | 23    | 1    |
| 1998/99 | Hamburger SV         | Niemcy | Bundesliga    | 29    | 1    |
| 1999/00 | Hamburger SV         | Niemcy | Bundesliga    | 21    | 2    |
| 2000/01 | Hamburger SV         | Niemcy | Bundesliga    | 27    | 0    |
| 2001/02 | Hamburger SV         | Niemcy | Bundesliga    | 29    | 0    |
| 2002/03 | Hamburger SV         | Niemcy | Bundesliga    | 25    | 0    |
| 2003/04 | Hamburger SV         | Niemcy | Bundesliga    | 13    | 0    |

## Kariera trenerska
Po zakończeniu kariery piłkarskiej Hollerbach został trenerem. W latach 2005–2006 prowadził VfL 93 Hamburg. Następnie w latach 2006–2007 pracował w VfB Lübeck. W latach 2007–2009 był pracownikiem VfL Wolfsburg, gdzie był asystentem Felixa Magatha, a także krótko w 2008 prowadził rezerwy tego klubu. W latach 2009–2011 był asystentem Magatha w FC Schalke 04, a w latach 2011–2012 – ponownie w VfL Wolfsburg.
W 2014 roku Hollerbach ponownie pracował samodzielnie. Do 2017 roku pracował w Würzburger Kickers. Następnie prowadził Hamburger SV (2018) i Royal Excel Mouscron (2019-2020). W 2021 został trenerem Sint-Truidense VV.